# Krakauer Mathematikerschule
Die Krakauer Mathematikschule war neben der Warschauer und der Lemberger Mathematikerschule eine der drei Zentren der sogenannten polnischen Mathematikerschule. Die Krakauer Mathematikschule wurde in den Jahren 1918–1939 von folgenden Mathematikern vertreten:
- Stanisław Gołąb
- Franciszek Leja
- Władysław Ślebodziński
- Tadeusz Ważewski
- Stanisław Zaremba
- Kazimierz Żorawski

Sie arbeiteten an der Jagiellonen-Universität und an der Berg- und Hüttenakademie Krakau. Schwerpunkte ihrer Arbeit bildeten Differentialgleichungen, analytische Funktionen und Differentialgeometrie.